# Djégbanao
Ne doit pas être confondu avec Djégonao ou Diégbanao.
Djégbanao ou Diégbanao est une localité située dans le département de Loropéni de la province du Poni dans la région Sud-Ouest au Burkina Faso.

## Géographie
Djégbanao est situé à environ 12 km au sud-est de Loropéni, le chef-lieu du département, et à 3 km au sud de la route nationale 11.

## Santé et éducation
Le centre de soins le plus proche de Djégbanao est le centre de santé et de promotion sociale (CSPS) de Loropéni tandis que le centre médical se trouve à Kampti et que le centre hospitalier régional (CHR) de la province est à Gaoua.